# 부상 (몸)

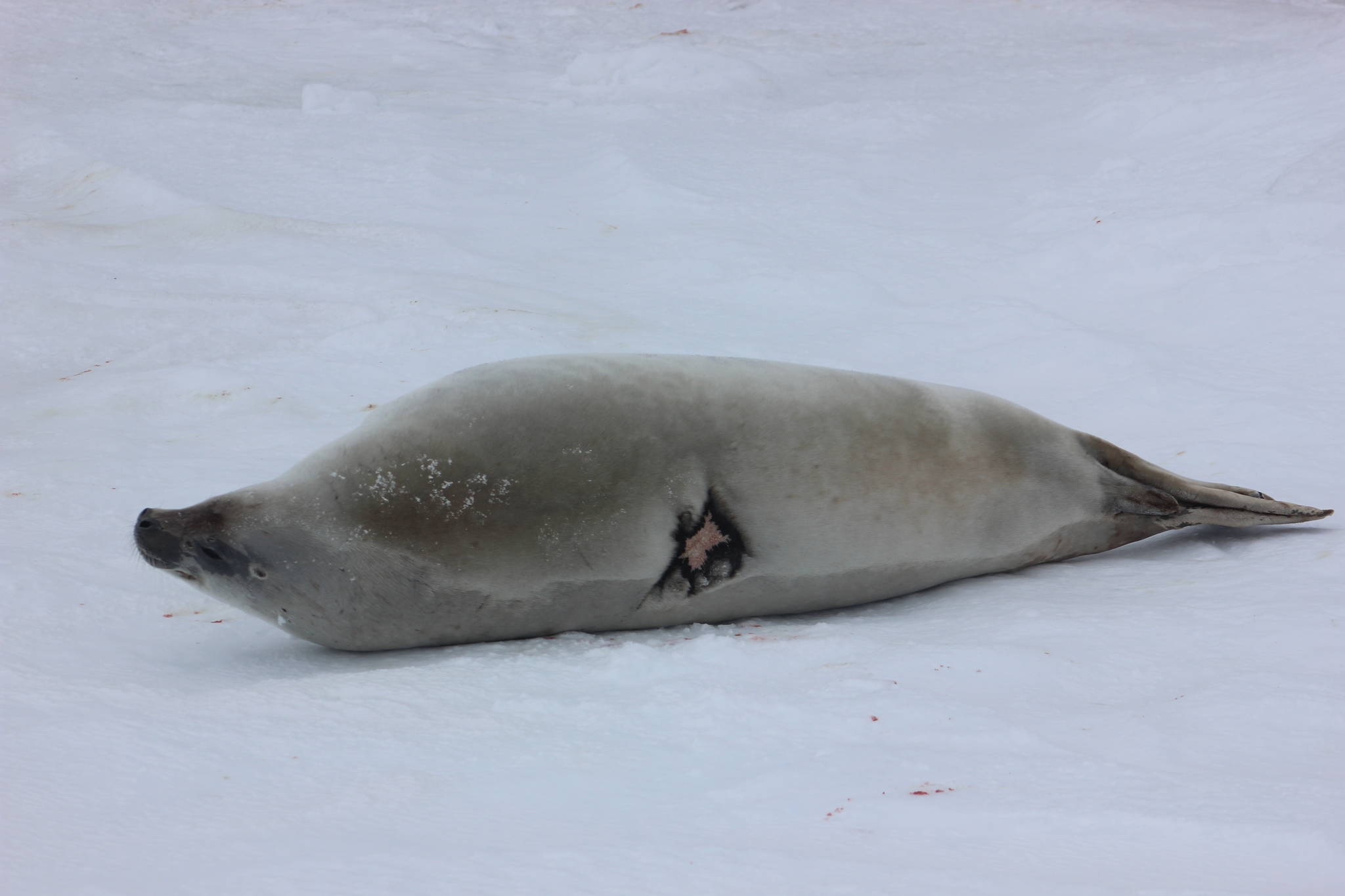
포식자에게 상처를 입은 게잡이물범

부상(負傷, 영어: injury)은 인간, 다른 동물, 식물 등 모든 유기체의 살아있는 조직에 대한 생리학적 손상이다.
부상은 치아와 같은 날카로운 물체나 둔한 물체에 의한 기계적인 침투, 열이나 추위, 독 및 생물독소에 의한 침투 등 다양한 방법으로 발생할 수 있다. 부상은 많은 동물 분류군에서 염증 반응을 촉발한다. 이는 상처 치유를 촉진한다. 식물과 동물 모두 상처를 막는 데 도움이 되는 물질이 종종 방출되어 체액 손실과 박테리아와 같은 병원균의 유입을 제한한다. 많은 유기체는 상처 감염을 제한하는 항미생물제를 분비한다. 또한, 동물은 동일한 목적에 대해 다양한 면역반응을 보인다. 식물과 동물 모두 부상에 대한 완전한 또는 부분적인 치유를 가져올 수 있는 재성장 메커니즘을 가지고 있다. 세포 역시 손상을 어느 정도 복구할 수 있다.

## 생물학적 범위

### 동물
동물의 부상은 때때로 해부학적 구조의 기계적 손상으로 정의되지만 익사, 화상, 중독을 포함한 모든 원인으로 인한 신체적 손상을 더 폭넓게 의미한다. 이러한 피해는 포식 시도, 영토 싸움, 낙상 및 비생물적 요인으로 인해 발생할 수 있다.

### 식물
식물에서 손상은 곤충과 포유류를 포함한 초식 동물이 식물 일부를 먹음으로써 발생하고, 초식동물이 손상된 후 또는 다른 방식으로 유입될 수 있는 박테리아 및 곰팡이와 같은 식물 병원체에 의한 조직 손상, 그리고 더위, 결빙, 홍수, 번개, 오존과 같은 오염물질과 같은 비생물학적 요인으로 인해 발생한다. 식물은 손상이 발생했다는 신호를 보내고, 손상된 부위를 봉쇄하는 물질을 분비하고, 항미생물 화학 물질을 생성하며, 목본 식물에서는 상처 위에서 다시 자라서 손상에 반응한다.